# Durin
Durin, auch Durinn (altnordisch), war der zweite Zwerg, der von den Göttern in der nordischen Mythologie erschaffen wurde. Von ihm ist nur das Nachstehende überliefert:

„Da gingen die Berather zu den Richterstühlen,

Hochheilge Götter hielten Rath,

Wer schaffen sollte der Zwerge Geschlecht

Aus Brimirs Blut und blauen Gliedern.

Da ward Modsognir der mächtigste

Dieser Zwerge und Durin nach ihm.

Noch manche machten sie menschengleich

Der Zwerge von Erde, wie Durin angab.“

In der mythologischen Welt J.R.R. Tolkiens ist Durin der Name eines zwergischen Stammvaters.